# Thank U
„Thank U” – singel kanadyjskiej piosenkarki Alanis Morissette. Utwór został wydany 13 października 1998 roku jako pierwszy singel promujący czwarty album Alanis pt. Supposed Former Infatuation Junkie. Twórcami tekstu utworu są Alanis Morissette oraz Glen Ballard. Alanis napisała tekst utworu po tym, jak wróciła z podróży po Indiach.
Utwór był nominowany do nagrody Grammy w 2000 roku w kategorii Best Female Pop Vocal Performance. Ostatecznie nagrodę wygrał utwór „I Will Remember You” kanadyjskiej piosenkarki Sarah McLachlan.

## Teledysk
Teledysk wyreżyserowany przez Stéphane Sednaoui miał premierę 12 października 1998 roku w programie Total Request Live. W teledysku widać Morissette przemieszczającą się w różnych miejscach publicznych takich jak ulica, supermarket oraz wagon metra w Los Angeles. Przez cały czas trwania teledysku piosenkarka jest zupełnie naga, jednak jej długie włosy zakrywają piersi, a okolice łonowe są niewyraźne.

## Track lista
1. "Thank U" (album version) – 4:19
2. "Pollyanna Flower" (unreleased bonus track) – 4:07
3. "Uninvited" (demo) – 3:04

## Notowania i certyfikaty
| Lista przebojów (1998)                 | Najwyższa pozycja |
| -------------------------------------- | ----------------- |
| Australia (Top 50 Singles)             | 15                |
| Austria (Ö3 Austria Top 40)            | 10                |
| Belgia (Ultratop 50 Singles, Flandria) | 25                |
| Belgia (Ultratop 50 Singles, Walonia)  | 22                |
| Francja (Top Singles & Titres)         | 153               |
| Holandia (Single Top 100)              | 8                 |
| Irlandia (Singles Chart)               | 13                |
| Kanada (Billboard Canadian Hot 100)    | 1                 |
| Niemcy (Media Control Charts)          | 19                |
| Norwegia (VG-lista)                    | 3                 |
| Nowa Zelandia (Recorded Music NZ)      | 2                 |
| Stany Zjednoczone (Hot 100)            | 17                |
| Szwajcaria (Singles Top 100)           | 18                |
| Szwecja (Sverigetopplistan)            | 49                |
| Wielka Brytania (UK Singles Chart)     | 5                 |
| Włochy (FIMI)                          | 6                 |

| Kraj                  | Certyfikat    | Sprzedaż |
| --------------------- | ------------- | -------- |
| Australia (ARIA)      | złota płyta   | 35 000+  |
| Wielka Brytania (BPI) | srebrna płyta | 200 000+ |